# Kamon!!!
KAMON!!! (викривлене «Come on!» — англ. «Давай!») — український жіночий електроклеш-дует. Заснований в Києві (Україна) в листопаді 2007 року. Учасниці — рідні сестри Ксенія та Аліса Космос. Надихнувшись естетикою 80-х, Алісою в країні Чудес, роботами Девіда Лашапель та Олімпіадою в Пекіні, гуртами Peaches, CSS, Le Tigre, Yeah Yeah Yeahs дівчата почали створювати музику та візуальний образ у стилі електроклеш, синтіпоп, електропоп.

## Історія
Група замислювалася сестрами як «стьобний» інтернет-проект, що працює без продюсера. Сестри самі писали музику, тексти, придумували й знімали кліпи. Незабаром їх помітив український лейбл Lavina Music, який займався розкруткою гурту й організацією виступів у Україні й Росії, а його глава, Едуард Клім, був продюсером гурту. Продюсер та солістки гурту заявляють, що позиціонують себе як «антикризовий проект» українського шоу-бізнесу (примітно, що через півроку після цієї заяви екс-учасниця гурту «ВІА Гра» Світлана Лобода брала участь у конкурсі Євробачення-2009 називаючи себе «Anti-crisis girl from Ukraine»).
Перший сингл гурту, «Кабли, KAMON!!!» став хітом у інтернеті, а українське «Gala Radio» назвало його «Самою тупою піснею 2008 року». Учасниця гурту, Аліса Космос, прокоментувала цю подію так:

«Ой, так приємно, так приємно! „Почуття переповнюють рот!“. За один місяць ми досягли того, до чого більшість йде роками! Спасибі батькові, якого не знаємо, мамі, яку шукаємо та безкрайньому Космосу за підтримку!».

За словами солісток, надихнув їх на таку подячну промову перегляд конкурсу «Місс світу 2008».
Друге відео, «Брюнетка», самі солістки характеризують як «гримуча суміш, яке одночасно нагадує вечірню казку для малюків та британське артхаус-кіно про наркоманів, геїв та повій». У кліпі також знявся інший відомий інтернет-персонаж, Валентин Стрикало.
У 2009 році «KAMON!!!», будучи одним з найпопулярніших виконавців на українській MTV, потрапила у список гуртів, що борються за право представляти Україну на «MTV Europe Music Awards».
На початку 2010 був відзнятий кліп на пісню «Метросексуал». У червні випущений дебютний альбом «Кабли, KAMON!!!».
У 2011 році виходить кліп на сингл «Фотоапарат», який був записаний спільно з відомим українським хореографом Річардом Горном.

## Стиль гурту
«KAMON!!!» виконують пісні у стилі електроклеш (сама група називає свою творчість «костюмована електроклеш-казка») та активно використовують молодіжний «клубний» жаргон у текстах. За свою ексцентричну поведінку на публіці отримали порівняння з Жанною Агузаровою. У кліпах дівчата незмінно постають у яскравому, неприродному макіяжі, у перуках, та взутті на величезних платформах."Ні дати ні взяти нещадний стусан у пах гламуру, хрестоматійній гіперболізації вад засуджуваного явища, що знищує сарказм. Але це все всередині, для тямущих. А зовні — яскраво, помітно, смішно. І без нудності. Молодь оцінить. «- Коментує обраний дівчатами імідж» Комсомольская правда".

## Критика та увага ЗМІ
Досягши популярності у інтернеті, група привернула увагу різних ЗМІ, реакція яких на групу була неоднозначною. Так, українське «Gala Radio» назвало «Кабли, KAMON !!!» «Самою тупою піснею 2008 року», а ведучий попросив слухачів надіслати малюнки із зображенням дівчат, пояснивши це тим, що він сам і не уявляє, як виглядають «потенційні діти Жанни Агузарової». Журналіст «Комсомольської правди» Сергій Єфімов писав, що «KAMON!!!» «…одночасно схожі на групу „Тату“, Глюк'OZA і навіть — зовсім небагато — на ранню Агузарову. І у той же час не схожі ні на кого», а також, назвав групу частиною треш-культури, поставив її у один ряд з Валентином Стрикало, Quest Pistols і Вєркою Сердючкою — "…все це справжній треш. До речі, зверніть увагу: <…> всі перераховані вище персонажі — родом з України! Однак… ". Муз-ТВ назвав групу « інтернет-мемом» і порівняв з іншою пародійною групою з України — Пающіми трусами. Перше популярне радіо (перше радіо, яке взяло пісні гурту у ротацію) назвало групу провокацією «крутіші Валерії Гай Германіки і Леді Гага разом узятих».

## JAPANDA
У квітні 2014 року, після тривалої творчої перерви, пов'язаної з травмою руки молодшої з сестер, Алісою Космос був анонсований старт нового експериментального проекту у ніші українського шоу-бізнесу.
Довгоочікувана прем'єра дебютного кліпу гурту JAPANDA на сингл «Tamagotchi» відбулася 3 серпня 2014 року на порталі YouTube. Третьою солісткою стала Дар'я Караганова, яка також є однією з бек-вокалісток Ольги Полякової. Жанром нового гьорлз-бенду був обраний J-pop, доповнений відповідною візуальною стилістикою.

## Кліпографія
KAMON!!!
- 2008 — Каблы, KAMON!!!
- 2009 — Брюнетка; Каблы, KAMON!!! (remix by DJ Damaskin)
- 2010 — Метросексуал
- 2011 — Фотоаппарат (разом з Richard Gorn)

JAPANDA
- 2014 — Tamagotchi

## Дискографія
| 2010 — «Каблы, KAMON!!!» | 2010 — «Каблы, KAMON!!!»               | 2010 — «Каблы, KAMON!!!» |
| #                        | Назва                                  | Тривалість               |
| ------------------------ | -------------------------------------- | ------------------------ |
| 1.                       | «Каблы, KAMON!!!»                      | 3:25                     |
| 2.                       | «Брюнетка»                             | 3:14                     |
| 3.                       | «Метросексуал»                         | 3:56                     |
| 4.                       | «Киберлав»                             | 3:13                     |
| 5.                       | «Нарасти себе мозг»                    | 4:09                     |
| 6.                       | «Кукуруза»                             | 3:21                     |
| 7.                       | «Ралли»                                | 3:40                     |
| 8.                       | «Альберт»                              | 3:02                     |
| 9.                       | «Киберготы»                            | 3:27                     |
| 10.                      | «Штанга»                               | 3:45                     |
| 11.                      | «Disco»                                | 3:17                     |
| 12.                      | «Каблы, KAMON!!! (DJ Damaskin Remix)»  | 3:13                     |
| 13.                      | «Брюнетка (Tapolsky & Sunchase Remix)» | 4:04                     |
| 14.                      | «Брюнетка (Karaoke)»                   | 3:11                     |